# Achille Afan de Rivera
Achille Afan de Rivera (Santa Maria Capua Vetere, 19 gennaio 1842 – Napoli, 26 ottobre 1904) è stato un generale e politico italiano, ufficiale dapprima dell'esercito borbonico e poi dell'esercito italiano, fu parlamentare e ministro dei lavori pubblici del Regno d'Italia (Governo di Rudinì V).

## Biografia
Appartenente a una famiglia aristocratica che aveva dato molti militari al regno delle Due Sicilie, figlio del maresciallo di campo Rodrigo dei marchesi di Villanueva de las Torres e di Giovanna Mira de Balena dei marchesi di S. Giacinto, fu allievo del Real Collegio Militare della Nunziatella. Nel maggio 1860 partecipò alla repressioni dei moti di Catania, scoppiati in concomitanza con le operazioni garibaldine nella Sicilia occidentale, ottenendo da Francesco II il reale e militare ordine di San Giorgio della Riunione. Partecipò alla difesa di Gaeta nel 1860-61: durante l'assedio ebbe il comando delle batterie di Torre d'Orlando e si recò clandestinamente nello Stato della Chiesa per ottenere risorse necessarie alla difesa della piazzaforte borbonica. Nel 1861 passò nell'esercito italiano. Combatté valorosamente la terza guerra di indipendenza italiana (1866) agli ordini di Garibaldi a Gargnano, sul lago di Garda, e a Condino, nel Trentino, e fu decorato con l'Ordine militare di Savoia su proposta dello stesso Garibaldi. Proseguì nella carriera militare (colonnello nel 1883, maggiore generale nel 1891, tenente generale nel 1896).
Svolse anche attività politica nel Regno d'Italia. Fu deputato dalla XVI alla XXI legislatura del Regno d'Italia. Fu sottosegretario alla guerra nel secondo e terzo ministero di Rudinì e ministro dei lavori pubblici nel quinto ministero di Rudinì. Si "distinse" nella sanguinosa repressione degli scioperi del 1898 e per questo fu premiato dal "re buono" (Umberto I) col titolo di marchese.